# Peritrechus lundii
Peritrechus lundii är en insektsart som först beskrevs av Gmelin 1790.  Peritrechus lundii ingår i släktet Peritrechus, och familjen fröskinnbaggar. Enligt den svenska rödlistan är arten starkt hotad i Sverige. Arten förekommer i Götaland, Gotland och Öland. Artens livsmiljö är jordbrukslandskap.